# Grossratsgebäude (Aarau)

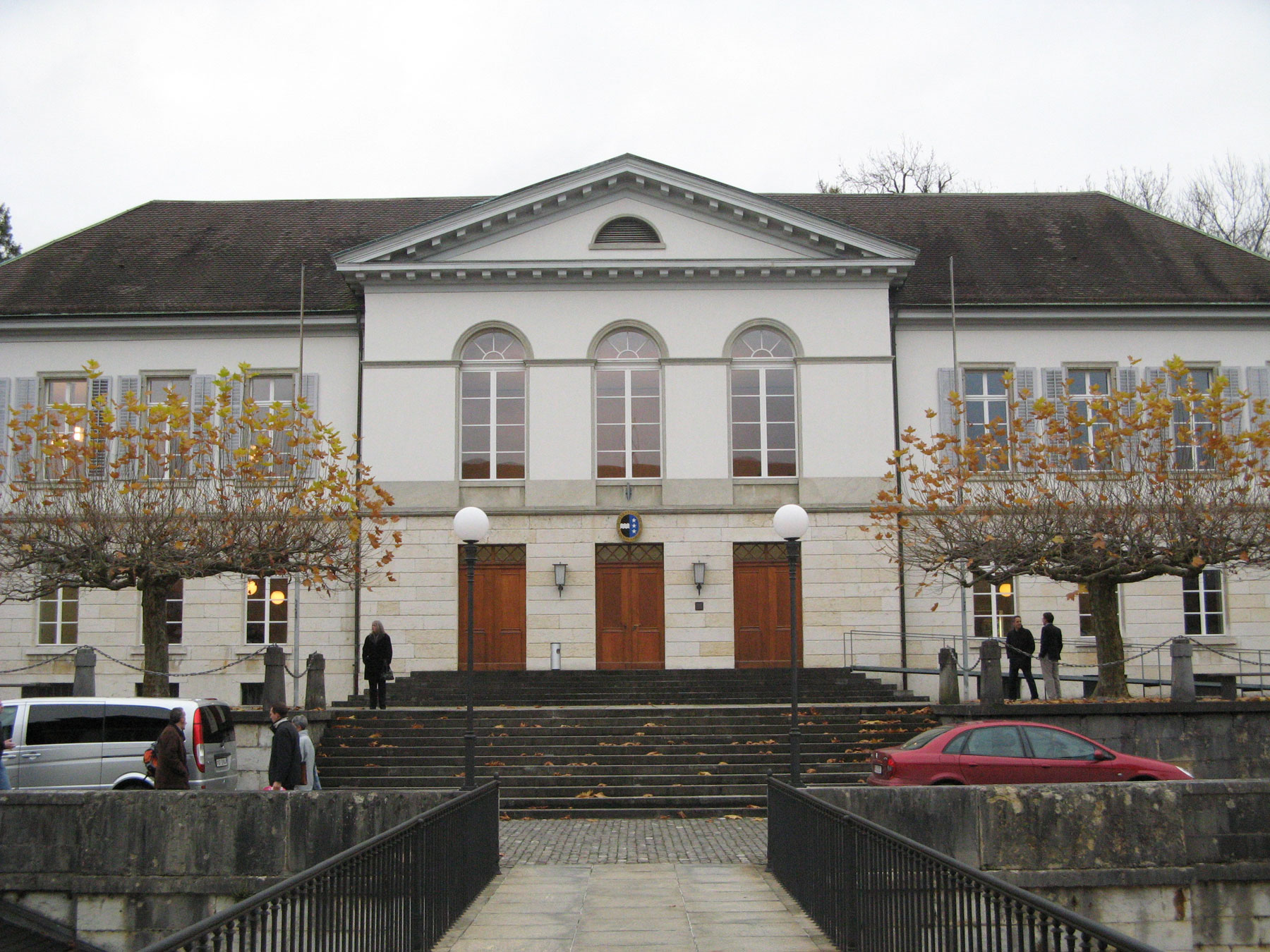
Grossratsgebäude

Das Grossratsgebäude in Aarau ist der Sitz des Aargauer Kantonsparlaments, des Grossen Rates. Es liegt südlich der Altstadt an der Oberen Vorstadt, die östlich am Gebäude vorbeiführt. Das Gebäude entstand zwischen 1826 und 1828. Der vorderen nördlichen Fassade zugewandt ist das 1811/34 errichtete Regierungsgebäude, der Sitz der Kantonsregierung. Nordwestlich des Grossratsgebäudes befindet sich das Aargauer Kunsthaus, westlich die Aargauer Kantonsbibliothek.

## Geschichte
Die Baugeschichte des Grossratsgebäudes ist eng mit jener des gegenüberliegenden Regierungsgebäudes verknüpft. Seit der Kantonsgründung im Jahr 1803 tagte der Grosse Rat im städtischen Rathaus. 1811 beschloss die Kantonsregierung, den bereits bestehenden Gasthof Löwen um zwei Flügel zu erweitern, wobei das Kantonsparlament den Westflügel übernehmen sollte. Das Projekt verzögerte sich um mehrere Jahre und die Parlamentarier forderten schliesslich 1823 die Regierung zum Handeln auf. Im darauf folgenden Jahr entschied sie sich zum Bau eines separaten Parlamentsgebäudes auf der Anhöhe hinter dem Regierungsgebäude. Zur Ausführung gelangte ein Projekt von Baumeister Hemmann aus Brugg, die Bauarbeiten dauerten von 1826 bis 1828. Im Grossratsgebäude waren bis 1959 auch die Kantonsbibliothek und das Staatsarchiv untergebracht.

## Bauwerk
Das streng klassizistische Grossratsgebäude steht in einer baumbestandenen Parkanlage parallel zum Regierungsgebäude, das über eine Freitreppe und eine gewölbte Brücke erreicht werden kann. Ein lang gestreckter Trakt mit Mittelhalle bildet die Vorderfront, die auf Ornamente jeglicher Art verzichtet. Darüber spannt sich ein Walmdach. An die Mittelhalle schliesst sich an der Rückseite der halbrunde Ratssaal mit aufsteigenden Sitzreihen an, wodurch architektonisch der Eindruck eines Theaters entsteht.